# Пионирско језеро
Пионирско језеро (рус. Пионерское; фин. Kuolemajärvi) ледничко је језеро на северозападу европског дела Руске Федерације. Налази се на територији Виборшког рејона, на крајњем северозападу Лењинградске области. Географски се налази на крајњем југу Карелијске превлаке.
Језерска акваторија обухвата површину од 13,8 км², а површина сливног подручја је око 172 км². Максимална дубина му достиже до 17 метара. Најважнија притока је речица Величка (13 км), док је једина отока речица Сенокоснаја (дужине 10 км).
Како се језеро све до 1940. налазило на територији Финске, било је познато под финским називом Куолемајарви, а тај назив се задржао све до 1948. године. Име преведено са финског у дословном преводу значи „језеро смрти”, а тај назив потиче од чињенице да је током летњих сезона због постојања џепова изразито хладне воде у језеру велики број људи смртно страдавао. Садашње име датира из 1948. године, а потиче од пионирског кампа који се налази на његовим обалама.
На његовим обалама налази се неколико мањих насеља: Рјабово, Пионерскоје, Краснаја Долина, Мисовоје, Малишево.